# India Summer
India Summer (Des Moines, 26 april 1975), pseudoniem van Jody Jean Olson, is een Amerikaanse pornoactrice. Haar pseudoniem is gebaseerd op 'Indian Summer', de Engelse term voor de nazomer. Inspiratie haalde 
ze bij het gelijknamige nummer van The Doors.

## Biografie
India Summer werd als enig kind geboren in Des Moines, de hoofdstad van de Amerikaanse staat Iowa. Ze heeft Duitse, Ierse, Britse en Indiaanse roots. Ze behaalde haar diploma voor onderwijzeres, maar werkte na haar studies in de financiële sector. Zes jaar later, op haar negenentwintigste, begon ze aan haar carrière als model en pornoactrice.

## Carrière
Summer zette haar eerste stappen in de porno-industrie in december 2005 en koos voor een fulltime carrière in de herfst van 2006. Volgens Summer waren haar interesse in swingen en aanmoedigingen van vrienden de directe aanleidingen om in de industrie te stappen. Ze schreef zich in bij diverse modellenbureaus waarna de aanbiedingen binnenstroomden. In 2009 tekende ze een exclusief contract voor lesbische seksscènes bij Girlfriends Films. Voor datzelfde productiehuis maakte Summer in 2011 dan weer haar debuut als pornoregisseur met Perfect Fit. Per september 2015 was ze in zo'n 660 films te zien. India Summer vertolkte (in navolging van onder meer Lisa Ann) de conservatieve politica Sarah Palin in de pornoparodie Drill Baby Drill van Penthouse.
In 2012 riep pornodatabase IAFD.com Summer uit tot de meest drukbezette pornoactrice van het voorbije jaar met zo'n 78 films in één jaar tijd. Volgens cijfers van diezelfde site is Summer met zo'n 118 scènes (cijfers tot juli 2014) ook de meest werkzame blanke actrice in het interracial genre, oftewel seksscènes met mensen die elk een andere etniciteit hebben. Naar eigen zeggen krijgt ze heel wat haatmails omwille van dit soort scènes.

### Andere verschijningen
Naast haar pornocarrière duikt Summer ook op in mainstreamproducties. Zo was ze onder meer te zien afleveringen van Dexter en Sons of Anarchy. In 2015 vertolkte ze dan weer de hoofdrol in de indiefilm Marriage 2.0. Hoewel er voor de film ook expliciete seksscènes gedraaid werden, zijn deze niet te zien in de definitieve montage van de film. De Britse lifestyle website TheDebrief.co.uk prees Summers vertolking in de film.

## Persoonlijk leven
India Summer is getrouwd sinds 2003 en heeft geen kinderen. Zij en haar man hebben een open relatie en zijn swingers. India Summer noemt zichzelf biseksueel en heeft naast haar huwelijk ook een relatie met pornoactrice Prinzzess.

## Onderscheidingen en nominaties
| Jaar | Award       | Resultaat   | Prijs                                  | Voor...                                                     |
| ---- | ----------- | ----------- | -------------------------------------- | ----------------------------------------------------------- |
| 2011 | AVN Award   | Gewonnen    | Best Actress                           | An Open Invitation: A Real Swinger’s Party in San Francisco |
| 2011 | AVN Award   | Genomineerd | MILF Performer of the Year             | n.v.t.                                                      |
| 2011 | XRCO Awards | Genomineerd | MILF Performer of the Year             | n.v.t.                                                      |
| 2012 | AVN Award   | Gewonnen    | MILF Performer of the Year             | n.v.t.                                                      |
| 2012 | AVN Award   | Genomineerd | Best Girl/Girl Sex Scene               | Lesbian Sex 1                                               |
| 2012 | AVN Award   | Genomineerd | Best Supporting Actress                | Eternal                                                     |
| 2012 | XBIZ Award  | Gewonnen    | MILF Performer of the Year             | n.v.t.                                                      |
| 2012 | XBIZ Award  | Genomineerd | Acting Performance of the Year: Female | Star Trek The Next Generation: A XXX Parody                 |
| 2012 | XBIZ Award  | Gewonnen    | Unsung Siren                           | n.v.t.                                                      |
| 2012 | XRCO Award  | Gewonnen    | MILF of the Year                       | n.v.t.                                                      |
| 2013 | AVN Award   | Genomineerd | Best Actress                           | Graduate XXX                                                |
| 2013 | AVN Award   | Genomineerd | Best Supporting Actress                | Torn                                                        |
| 2013 | XBIZ Award  | Genomineerd | Best Actress - All-Girl Release        | Cheer Squad Sleepovers 2                                    |
| 2013 | XBIZ Award  | Genomineerd | MILF Performer of the Year             | n.v.t.                                                      |
| 2014 | AVN Award   | Gewonnen    | MILF Performer of the Year             | n.v.t.                                                      |
| 2014 | AVN Award   | Genomineerd | Best Girl/Girl Sex Scene               | Teach Me 3                                                  |
| 2014 | XBIZ Award  | Genomineerd | MILF Performer of the Year             | n.v.t.                                                      |
| 2015 | AVN Award   | Gewonnen    | MILF Performer of the Year             | n.v.t.                                                      |
| 2015 | AVN Award   | Genomineerd | Best All-Girl Group Sex Scene          | Mysterious Ways                                             |
| 2015 | XBIZ Award  | Genomineerd | Best Actress - Couples-Themed Release  | Swinger 4                                                   |
| 2015 | XBIZ Award  | Genomineerd | Best Supporting Actress                | Sexual Liberation Of Anna Lee                               |
| 2015 | XRCO Award  | Gewonnen    | MILF of the Year                       | n.v.t.                                                      |